# Подгатье (Волынская область)
Подгатье (укр. Підгаття) — село в Маневичской поселковой общине Камень-Каширского района Волынской области Украины.
До 2020 года входило в Маневичский район.
Код КОАТУУ — 0723687604. Население по переписи 2001 года составляет 155 человек. Почтовый индекс — 44632. Телефонный код — 3376. Занимает площадь 0,912 км².